# ريلليو
بلدية ريلليو (بالإسبانية: Relleu)‏, هي بلدية تقع في مقاطعة اليكانتي. جنوب شرق إسبانيا. يبلغ عدد سكانها 1.046 نسمة.